# دير الكازانوفا (القدس)
دير الكازانوفا هو دير كاثوليكي يقع داخل أسوار البلدة القديمة لمدينة القدس، في شمال غرب حارة النصارى، بالقرب من باب الجديد. وهو من مقدسات الإرساليات الكاثوليكية في المدينة.